# (7896) Švejk
(7896) Švejk – planetoida z pasa głównego asteroid okrążająca Słońce w ciągu 5 lat i 209 dni w średniej odległości 3,14 j.a. Została odkryta 1 marca 1995 roku w Obserwatorium Kleť w pobliżu Czeskich Budziejowic przez Zdenka Moravca. Nazwa planetoidy pochodzi od Josefa Švejka, bohatera powieści Przygody dobrego wojaka Szwejka Jaroslava Haška. Przed jej nadaniem planetoida nosiła oznaczenie tymczasowe (7896) 1995 EC.